# 王鳳 (更始)
王 鳳（おう ほう、生没年不詳）は、中国の新代の武将。荊州江夏郡南新市県の人。同郷の王匡は一族である可能性が高いが、詳細な関係は不明。

## 事跡
| 姓名           | 王鳳                            |
| 時代           | 新代                            |
| 生没年         | 〔不詳〕                        |
| 字・別号       | 〔不詳〕                        |
| 本貫・出身地等 | 荊州江夏郡南新市県              |
| 職官           | 〔緑林軍部将〕→〔新市軍部将〕   |
| 爵位・号等     | 成国上公〔更始〕→宜城王〔更始〕 |
| 陣営・所属等   | 王匡→更始帝                     |
| 家族・一族     | 〔不詳〕                        |

### 緑林軍の創始者
王莽の統治の末年に、王鳳は同郷の王匡とともに、地元の争議の調停役をつとめていた。後に、衆に推されて2人で数百人の民衆の頭領となる。そこへ馬武・王常・成丹も加わった。王匡・王鳳らは離郷聚を攻撃した後、緑林山（江夏郡当陽県）に立て籠もった。その軍勢は、数カ月の間に7～8千人に膨らんだという。地皇2年（21年）、荊州牧が2万の軍勢を率いて緑林軍を討伐しにきた。王匡・王鳳は雲杜（江夏郡）でこれを迎撃し、殲滅した。これをきっかけに、軍は5万人を超えたと称し、官軍も手を出せなくなった。
しかし地皇3年（22年）に、疫病が発生して緑林軍は半数を喪失する大打撃を受け、緑林を離れて分散することになった。王常・成丹・張卬は藍口聚（南郡編県）へ入って「下江軍」と号し、王匡・王鳳・馬武・朱鮪は、南陽郡に入って「新市軍」と号した。同年7月、「平林軍」の陳牧・廖湛が新市軍に合流する。さらに11月には劉縯・劉秀兄弟の「舂陵軍」とも合流した。新軍との戦いの最中に下江軍とも合流し、翌地皇4年（23年）正月、連合軍は沘水の戦いで新の前隊大夫（新制の南陽太守）甄阜・属正（新制の都尉）梁丘賜を討ち取った。

### 更始政権での活動
その後、連合軍においては、劉縯と平林軍出身の劉玄とのいずれを天子として擁立するかが、諸将の間で議論となった。この際に、南陽の士大夫（舂陵の諸将など）と王常は劉縯を推し、王鳳らその他の諸将は劉玄を推している。結局劉縯は、分裂を避けるために、劉玄にその地位を譲った。こうして更始元年（23年）2月、劉玄は更始帝として即位し、王鳳は成国上公に封じられた。
同年、王鳳は潁川郡で、大司空王邑・大司徒王尋が率いる新の主力部隊と戦う。王常らとともに昆陽（潁川郡）に立て籠もっていた際に新軍に包囲され、王鳳らは圧倒的兵力差に恐怖して降伏しようとした。しかし、新軍は降伏を拒絶する。そのため、王鳳らは必死で防戦して、新軍を足止めした。そこへ城内から脱出していた劉秀が援軍を連れて戻る。王鳳らも呼応して城外へ出撃し、新軍を撃破した（昆陽の戦い）。
更始2年（24年）2月、更始帝が長安に遷都すると、王鳳は宜城王に封じられた。しかしこれを最後に、王鳳は史書から姿を消している。

## 登場作品
小説
- 称好軒梅庵『光武大帝伝』2020年、日本のライトノベル、宙出版

## 関連記事
- 新末後漢初
- 緑林軍